# Camtealhucum II
Camtealhucum II es una localidad del municipio de Larráinzar ubicado en la región de Los Altos del estado mexicano de Chiapas. Hasta 2010 la localidad era conocida como Kaomtealhucum Dos.

## Geografía
La localidad de Camtealhucum II se sitúa en las coordenadas geográficas 16°56′09″N 92°45′55″O / 16.935833, -92.765278, a una elevación de 1,999 metros sobre el nivel del mar.

## Demografía
Según el Censo de Población y Vivienda 2020, efectuado por el Instituto Nacional de Estadística y Geografía, la localidad de Camtealhucum II tiene 184 habitantes, de los cuales 95 son del sexo masculino y 89 del sexo femenino. Su tasa de fecundidad es de 2.95 hijos por mujer y tiene 40 viviendas particulares habitadas.
| Gráfica de evolución demográfica de Camtealhucum II entre 1990 y 2020 |
|                                                                       |
| INEGI.                                                                |